# Parliament
Parliament foi uma banda estadunidense de funk durante a década de 1970, assim como a sua irmã Funkadelic, era liderada por George Clinton.

## História
Parliament era originalmente The Parliaments, um grupo vocal de doo-wop baseado em uma barbearia de Plainfield, Nova Jersey. O grupo foi formado no final da década de 1950 e incluiu George Clinton, Ray Davis, Fuzzy Haskins, Calvin Simon e Grady Thomas. Clinton era o líder e gerente do grupo. O grupo finalmente teve um hit single em 1967 com "(I Wanna) Testify" no Revilot Records. Para capitalizar, Clinton formou uma banda de apoio para uma turnê, com o participante do adolescente Billy Bass Nelson no baixo e seu amigo Eddie Hazel na guitarra elétrica, com a formação eventualmente completada por Tawl Ross na guitarra, Tiki Fulwood na bateria e Mickey Atkins no órgão.
Durante uma disputa contratual com Revilot, Clinton perdeu temporariamente os direitos sobre o nome "The Parliaments" e assinou o conjunto para a Westbound Records como Funkadelic, que Clinton colocou como uma banda de funk rock com os cinco músicos de turnês com os cinco cantores do Parliaments como convidados não credenciados. Com Funkadelic como uma entidade de gravação e turnê por direito próprio, em 1970, Clinton relançou o grupo de cantores, agora conhecido como Parliament, em primeiro lugar com os mesmos dez membros. Clinton já era o líder de dois atos diferentes, o Parliament e o Funkadelic, que apresentavam os mesmos membros, mas foram comercializados como criando dois tipos diferentes de funk.
O álbum do Parliament intitulado Osmium foi lançado no Invictus Records em 1970, e mais tarde foi reeditado em CD com faixas que não estavam no álbum como Rhenium e First Thangs. Osmium apresentou um som de soul essencialmente psicodélico que era mais parecido com os álbuns Funkadelic do período do que com os álbuns anteriores do Parliament. A música "The Breakdown" foi lançada separadamente como single e alcançou o número 30 nas paradas de R&B em 1971. Devido a problemas contratuais contínuos e ao facto de os lançamentos do Funkadelic terem sido mais bem sucedidos na época, Clinton abandonou o nome do Parliament até 1974.
Após o Osmium, a programação do Parliament-Funkadelic começou por muitas mudanças e foi ampliada de forma significativa, com a adição de membros importantes como o tecladista Bernie Worrell em 1970, o cantor / guitarrista Garry Shider em 1971 e o baixista Bootsy Collins (ex-membro da The J.B.'s, banda de James Brown) em 1972. Dezenas de cantores e músicos contribuiriam para futuras versões do Parliament-Funkadelic. Clinton relançou o Parliament em 1974 e assinou com a Casablanca Records. O Parliament, agora aumentado pelo grupo de metais Horny Horns (que também integraram a banda de James Brown), foi posicionado como um conjunto de funk baseado em um R&B mais suave, com acordes de metais e vocal intrincados e como contraponto ao funk rock baseado em guitarra de Funkadelic. Neste ponto, o Parliament e o Funkadelic estavam viajando como uma entidade combinada conhecida como Parliament-Funkadelic ou simplesmente P-funk (que também se tornou o termo genérico para as múltiplas bandas no controle de George Clinton).
O álbum Up for the Down Stroke foi lançado em 1974 e Chocolate City em 1975. Ambos tiveram um forte desempenho nas paradas Billboard R&B e foram moderadamente bem sucedidos nas paradas pop. O Parliament começou seu período de maior sucesso dominante com o conceito de álbum Mothership Connection (1975), cuja letra lançou grande parte da mitologia P-Funk. Os álbuns subsequentes The Clones of Dr. Funkenstein (1976), Funkentelechy vs. the Placebo Syndrome (1977), e Motor Booty Affair (1978) atingiram o máximo nas paradas R&B e Pop, enquanto o Funkadelic também estava tendo um grande sucesso. O Parliament teve singles em primeiro lugar em paradas R&B: "Flash Light" em 1977 e "Aqua Boogie" em 1978.

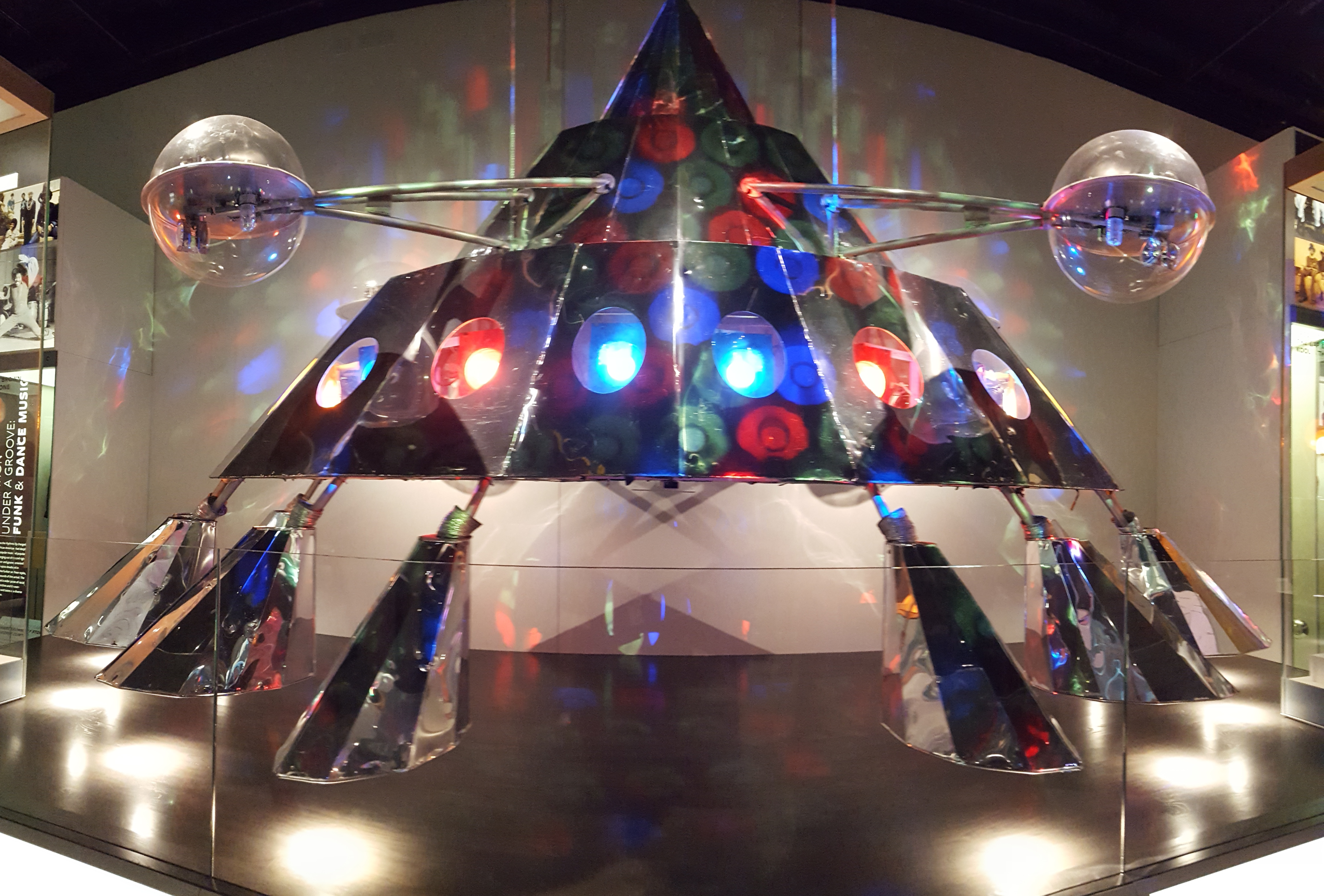
Nave mãe (mothership) utilizada pelo Parliament em apresentações

O conjunto de músicos e cantores que se expandiram rapidamente na empresa Parliament-Funkadelic, bem como as práticas problemáticas de gerenciamento de Clinton, começaram a ter seu impacto no final da década de 1970. Os membros dos Parliaments originais, Fuzzy Haskins, Calvin Simon e Grady Thomas, que estiveram com Clinton desde os dias de barbearia no final da década de 1950, saíram em 1977 de forma conflituosa após disputas sobre a administração de Clinton. Outros membros importantes do grupo, como o cantor/guitarrista Glenn Goins e o baterista Jerome Brailey, deixaram o Parliament-Funkadelic em 1978 após disputas sobre a administração de Clinton. Dois outros álbuns do Parlaiment, Gloryhallastoopid (1979) e Trombipulation (1980) tiveram menos sucesso do que os álbuns do período 1975-1978 do grupo.
No início da década de 1980, com dificuldades legais decorrentes dos múltiplos nomes usados por vários grupos, bem como a restruturação da Casablanca Records, George Clinton dissolveu o Parliament e Funkadelic como entidades de gravação e turnê. No entanto, muitos dos músicos nas versões posteriores dos dois grupos permaneceram empregados por Clinton. Clinton continuou a lançar novos álbuns regularmente, às vezes sob seu próprio nome e às vezes sob o nome de George Clinton & the P-Funk All-Stars. O P-Funk All-Stars continuou a gravar e visitar as décadas de 1990 e 2000, e regularmente tocar músicas clássicas do Parliament.